# Marian Rejewski
Marian Adam Rejewski (['marjan re'jefski]ⓘ, (16 de agosto de 1905 - 13 de febrero de 1980) fue un matemático y criptógrafo polaco que, en 1932, solucionó la máquina Enigma, el dispositivo de cifrado principal usado por Alemania en la Segunda Guerra Mundial. El éxito de Rejewski y sus colegas permitió a Inglaterra leer los mensajes de Enigma, y la inteligencia así ganada, llamada código "ultra", contribuyó, quizás decisivamente, a la derrota de la Alemania Nazi.
Mientras estudiaba matemáticas en la Universidad Adam Mickiewicz de Poznań, Rejewski había asistido a un curso secreto de criptología dirigido por la Oficina de Cifrado del Estado Mayor (Biuro Szyfrów), a la que se incorporó a tiempo completo en 1932. La Oficina había alcanzado poco éxito en el objetivo de descifrar Enigma, y a finales de 1932 designó a Rejewski para trabajar en el problema. Después de solamente algunas semanas, dedujo el cableado interno secreto de Enigma. Rejewski y dos colegas matemáticos (Jerzy Różycki y Henryk Zygalski), desarrollaron entonces diversas técnicas para el desciframiento regular de los mensajes de Enigma. Las contribuciones de Rejewski incluyen la idea del "catálogo de tarjetas", derivado usando su "ciclómetro", y la "bomba".
Cinco semanas antes de la invasión alemana de Polonia de 1939, Rejewski y sus colegas presentaron sus resultados sobre el descifrado de Enigma a los representantes de la inteligencia francesa y británica. Poco después del estallido de la guerra, los criptólogos polacos fueron evacuados a Francia, donde continuaron su trabajo con la colaboración de Inglaterra, Francia y siete criptólogos republicanos españoles exiliados al mando de Faustino Antonio Camazón. Después de la caída de Francia en junio de 1940, otra vez fueron obligados a evacuar, pero en un lapso de meses volvieron a trabajar encubiertos en la Francia de Vichy. Después de que, en noviembre de 1942, el país fuera completamente ocupado por Alemania, Rejewski y su compañero matemático Henryk Zygalski huyeron, vía España, Portugal y Gibraltar, a Argel y luego a Gran Bretaña. Allí trabajaron en una unidad del ejército polaco, solucionando cifrados alemanes de bajo nivel. En 1946 Rejewski retornó con su familia a Polonia y trabajó como contable, permaneciendo en silencio con respecto a su trabajo criptológico, como los otros miembros del equipo internacional, hasta 1967.